# اکرم مصوری‌منش
اکرم مصوری‌منش (زادهٔ ۱۳۳۸ در اصفهان) نمایندهٔ حوزهٔ انتخابیهٔ اصفهان و ورزنه  در دورهٔ ششم مجلس شورای اسلامی بوده‌است.